# Bác sĩ X ngoại khoa: Daimon Michiko
Bác sĩ X ngoại khoa: Daimon Michiko (ドクターX〜外科医・大門未知子〜) là một loạt phim truyền hình y khoa của Nhật Bản được phát sóng lần đầu vào tháng 10 năm 2012 trên TV Asahi. Yonekura Ryoko là người đóng vai chính trong loạt phim này.

## Cốt truyện
Loạt phim có nội dung xoay quanh Daimon Michiko, một bác sĩ phẫu thuật tự do làm việc tại các bệnh viện đại học ở Nhật Bản, hay còn được gọi là "Doctor-X". Daimon thường xuyên được coi là nhân tố quan trọng trong các ca phẫu thuật lớn, nơi mà cô có thể thể hiện tài năng y khoa của mình. Cô cũng được miêu tả là một "con sói đơn độc", không tuân theo bất cứ quy tắc hay quan hệ nào, thách thức cả hệ thống y tế đang gặp khủng hoảng.
Khẩu hiệu của Daimon luôn là "Tôi không bao giờ thất bại" và cô sẵn sàng thực hiện những ca phẫu thuật rủi ro cao mà các bác sĩ phẫu thuật khác không làm được. Thành công của cô trong việc điều trị những ca bệnh khó là kết quả của việc luôn đặt bệnh nhân lên hàng đầu, ưu tiên sức khỏe lên trên việc thực hiện những cải cách kinh tế hay cắt giảm chi phí. Vì vậy việc làm này thường khiến cô xảy ra xung đột với các đồng nghiệp khác. Tuy nhiên, cô lại không hề bận tâm đến điều đó mà thoải mái làm theo ý mình. Ngoài ra, cô còn có hai người bạn nữa là quản lý Akira Kanbara và bác sĩ gây mê Hiromi Jonouchi.

## Tuyển vai
Yonekura Ryoko là nhân vật chính xuyên suốt loạt phim với vai "Doctor-X" - Daimon Michiko. Trong quá trình quay phim, cô tiết lộ rằng đã sử dụng một câu nói nằm ngoài kịch bản là "私,失敗しないので" ("Tôi không bao giờ thất bại") vào nhân vật của mình. Yonekura cũng coi nhân vật như một sự phản chiếu nhẹ nhàng hơn, ít căng thẳng hơn và tự do hơn về bản thân.
Yuki Uchida cũng là một nhân vật quan trọng khi xuất hiện trong cả sáu mùa với vai Jonouchi Hiromi, một bác sĩ gây mê làm việc cùng cơ quan với Daimon Michiko.
Trong mùa thứ tư của loạt phim, Yonekura đã quyết định tham gia mặc dù trước đó cô không hề có ý định làm như vậy. Nữ diễn viên kiêm cựu người mẫu đưa ra lý do về việc từ chối xuất hiện trong mùa thứ tư vì cô cảm thấy không có khả năng đóng vai chính trong cùng một bộ phim truyền hình suốt một thời gian dài để đáp lại sự kỳ vọng của mọi người. Tuy nhiên, vì đó là vai diễn mà cô thực sự yêu thích nên sau đó đã có một sự điều chỉnh ngoài ý muốn. Cũng theo truyền thống, các bộ phim truyền hình Nhật Bản thường sẽ chỉ phát sóng một mùa.

### Diễn viên chính
- Yonekura Ryoko trong vai Daimon Michiko
- Ittoku Kishibe trong vai Akira Kanbara
- Yuki Uchida trong vai Hiromi Jonouchi
- Masanobu Katsumura trong vai Hideki Kaji
- Kosuke Suzuki trong vai Mamoru Hara
- Kenichi Endo trong vai Takashi Ebina
- Toshiyuki Nishida trong vai Shigekatsu Hiruma

### Diễn viên phụ

#### Mùa một
- Mansaku Fuwa trong vai Jiro Ichinose, chủ tịch công ty cao su Ichinose (tập 1)
- Miyako Yamaguchi trong vai Namiko Ichinose, vợ của Jiro (tập 1)
- Raita Ryū trong vai Shigeru Kubo, giám đốc bệnh viện đại học Totei (tập 1)
- Hirofumi Arai trong vai Satoru Yasuda (tập 2)
- Midoriko Kimura trong vai Mitsuyo Yasuda, vợ của Satoru (tập 2)
- Kazuaki Hankai trong vai Noboru Nikaidō, chủ tịch công ty xuất bản Nikaidō (tập 2)
- Kami Hiraiwa trong vai Mitsue Hanayama, một blogger ẩm thực (tập 3)
- Shinsō Nakamaru trong vai Tadashi Honda, luật sư của Mitsue (tập 3)
- Shingo Tsurumi trong vai Atsushi Yotsuya, một nhà quản lý các quỹ đầu tư nước ngoài (tập 4)
- Tamao Akae trong vai Mariko Yoshinaga, người dẫn chương trình The Super Doctors (tập 4)
- Akari Ninomiya trong vai Saki Gokita (tập 5)
- Naomasa Musaka trong vai Motohiko Rokusaka (tập 6)
- Kayoko Kishimoto trong vai Nanako Torii, vợ của Takashi Torii (tập 7–8)
- Koji Yamamoto trong vai Takuya Hijikata (tập 7–8)
- Kanji Tsuda trong vai Ryo Yagi, nhà báo của một của tạp chí tin đồn (tập 8)

#### Mùa hai
- Minori Terada trong vai Kin'ya Ninomiya, chủ tịch công ty bất động sản Ninomiya (tập 2)
- Mirai Yamamoto trong vai Torako Mimura (tập 3)
- Mayumi Myosei trong vai Mika Kanie (tập 3)
- Yumiko Shaku trong vai Rumiko Shijō, chủ một quán bar ở Ginza (tập 4)
- Hiroshi Ookochi trong vai Ichirō Gomi (tập 5)
- Fuka Koshiba trong vai Kaori Gomi, con gái của Ichiro (tập 5)
- Tetsuya Bessho trong vai Mitsuhiko Kusakabe (tập 5)
- Shigeru Izumiya trong vai Rokusuke Kondo, cha của Shinobu (tập 6)
- Yumi Shirakawa trong vai Hisae Asai, Cục trưởng Cục Chính sách Y tế của Bộ Y tế, Lao động và Phúc lợi (tập 7)
- Miyu Honda trong vai Kurumi Murata (tập 8–9)
- Kaoru Okunuki trong vai Mitsuyo Murata, mẹ của Kurumi (tập 8–9)
- Kenichi Kobayashi trong vai Yasaku Takemoto, một ngư dân (tập 8)

#### Mùa ba
- Naoko Otani trong vai Haruko Busujima, vợ của Ryonosuke Busujima (tập 1)
- Romeo Thomas trong vai Bob First, con trai của một thuyền viên (tập 1)
- Akira Nakao trong vai Tetsuya Kurobe, giám đốc Trung tâm y tế nâng cao quốc gia (tập 1)
- Moto Fuyuki trong vai Jirō Tsukiji, chủ một nhà hàng (tập 1–2)
- Naoki Matayoshi trong vai Shōji Kazama (tập 2)
- Seita Hosokawa trong vai Kazuya Tsukiji, con trai của Jirō (tập 2)
- Shima Iwashita trong vai Masae Mihara, người đứng đầu Liên đoàn Y tá Nhật Bản (tập 3)
- Ayaka Morita trong vai Nanako Mihara, cháu gái của Masae (tập 3)
- Takashi Matsuo trong vai Hiroshi Yomo, một nhà báo tự do (tập 4)
- Walter Roberts trong vai Albert Savarotti (tập 4)
- Seiichirō Uchida trong vai Keiichirō Iiyama, người dẫn chương trình (tập 4)
- Inoue Jun trong vai Shingo Tanaka (tập 5)
- Hiroto Yoshimitsu trong vai Hirohisa Igarashi (tập 5)
- Noboru Kaneko trong vai Takashi Rokko, giám đốc một công ty công nghệ thông tin và là bạn học trung học của Hiromi Jonouchi (tập 6)
- Kyūsaku Shimada trong vai Tatsuya Ichikawa, một công tố viên quận Tokyo (tập 6)
- Mikito Nakawaki trong vai Masakazu Uehara, một công tố viên đặc biệt quận Tokyo (tập 6)
- Kei Sunaga trong vai Takehiro Ōizumi, Bộ trưởng Bộ Y tế, Lao động và Phúc lợi (tập 6)
- Ginpunchō trong vai Nanami Kotozuka (tập 7)
- Yukiko Takabayashi trong vai Shizuko Suita (tập 7)
- Seiran Kobayashi trong vai Chihiro Yada (tập 8)
- Keiko Horiuchi trong vai Kasumi Yada, mẹ của Chihiro (tập 8)
- Kazutaka Ishii trong vai Kunio Yada, cha của Chihiro (tập 8)
- Nanao trong vai Maya Kokonoe, người mẫu (tập 9)
- Judy Ongg trong vai Yoshiko Tokachi, thành viên thuộc Quốc hội Nhật Bản (tập 9–11)
- Kazuyo Aoki trong vai chủ nhân khu suối nước nóng (tập 11)
- Takeo Nakahara trong vai Minoru Hanyū, một Chánh văn phòng Nội các (tập 11)

#### Đặc biệt
- Kei Inoo trong vai Kojirō Himuro, một nhà vô địch trượt băng nghệ thuật
- Munetaka Aoki trong vai Gen Akagi
- Manami Hashimoto trong vai Harumi Kanazawa
- Shōken Kunimoto trong vai chủ một quầy hàng đồ ăn
- Kaito Takamura trong vai Sōta Aoki, con trai của Gen

#### Mùa bốn
- Daichi Watanabe trong vai Jun Ichiki, giám đốc một công ty công nghệ thông tin (tập 1)
- Kei Yamamoto trong vai Hideo Nioka, trưởng làng ở Nijikawa, Yamagata (tập 2)
- Yuriko Hoshi trong vai Chiyoko Nioka, vợ của Hideo (tập 2)
- Hiro Otaka trong vai Ozaki, trợ lý của trưởng làng (tập 2)
- Tokuma Nishioka trong vai Yōji Kanemoto (tập 2)
- Kōichirō Sakai trong vai thư ký của Kanemoto (tập 2)
- Tamaki Shirai trong vai con gái bí mật của Hideo (tập 2)
- Yuki Matsushita trong vai Misae Suyama, bạn gái cũ của Saionji và là một bà chủ cũ (tập 3)
- Saki Takaoka trong vai Mirei Yotsuba (tập 4)
- Kinako Kobayashi trong vai Mion Yotsuba (tập 4)
- Yūichi Tsuchiya trong vai Tetsuo Goto (tập 5)
- Ayumu Yokoyama trong vai Shōta Goto, con trai của Tetsuo (tập 5)
- Ian Moore trong vai John Starkey, giáo sư tại Đại học Boston (tập 6)
- Kenji Sakamoto trong vai Rock Shrimp, trợ lý của Starkey (tập 6)
- Shinji Takeda trong vai Takashi Nanao, một nghệ sĩ dương cầm bị điếc (tập 7)
- Kang Ji-young trong vai Yuka Nanase, trợ lý của Nanao (tập 7)
- Minosuke trong vai Kuniharu Yasuhara, quản lý của Nanao (tập 7)
- Ryōsei Konishi trong vai Yuta Yaotome (tập 8)
- Manami Miyaji trong vai Yumi Kawai, quản lý của Yaotome, sau này là vợ của Yaotome (tập 8)
- Shinobu Nakayama trong vai Emi Kujō, vợ của một bác sĩ phẫu thuật tại Bệnh viện Đại học Keirin (tập 9)
- Toshihiro Yashiba trong vai Taisuke Kujō, một bác sĩ phẫu thuật tại Bệnh viện Đại học Keirin và cũng là chồng của Emi (tập 9)
- Jirō Dan trong vai Haruo Samejima, giám đốc bệnh viện đại học Keirin (tập 9)
- Hitomi Takahashi trong vai Ritsuko Samejima, vợ của Haruo (tập 9)
- Kōji Yano trong vai Vương Châu, một doanh nhân của tập đoàn họ Wang (tập 10–11)
- Shunsaku Kudō vai Goto, dịch giả của Châu (Tập 10–11)
- Meisa Kuroki trong vai Tokiko, vợ của Châu (tập 10)
- Charles Glover trong vai Leonard Scoope, ứng cử viên tổng thống (tập 11)
- Jenny Skidmore trong vai Diana, vợ của Scoope (tập 11)
- Daimaou Kosaka trong vai người chuyển phát nhanh hàng hóa (tập 11)

#### Mùa năm
- Kazuyuki Matsuzawa trong vai Kazuhisa Kurumada, một tài xế xe buýt (tập 1)
- Yoshikazu Ebisu với tư cách là chính mình (tập 1)
- Takashi Masu trong vai Tatsuo Isshiki, một nhà báo y khoa có quan hệ tình cảm với Madoka Shimura (tập 1)
- Blake Crawford trong vai Jichael Mackson, một bác sĩ phẫu thuật đến từ Đại học Boston (tập 1)
- Mariko Akama trong vai vợ của Isshiki (tập 1)
- Yoshiko Nakada trong vai Fujiko, mẹ của Ito (tập 2)
- Mitsuru Hirata trong vai Kotobuki Mikamo, giáo viên của trường Mẫu giáo (tập 3)
- Eishi Ōfuji trong vai Kenta, học sinh mẫu giáo (tập 3)
- Yuira Gotō trong vai Mei, học sinh mẫu giáo (tập 3)
- Kōdai Matsumoto trong vai Tsubasa, học sinh mẫu giáo (tập 3)
- Riisa Naka trong vai Shiori Uchikanda (tập 4)
- Shōtarō Mamiya trong vai Goro Gotanda (tập 5)
- Sei Hiraizumi trong vai Yoshio Mutsuura, chủ nhà hàng Mikawaya gyoza (tập 6)
- Yoneko Matsukane trong vai Atsuko Mutsuura, vợ của Yoshio (tập 6)
- Hiroki Konno trong vai Shingo Urita, một bác sĩ gây mê (tập 6)
- Hajime Tsukumo trong vai Tamaki, một chính khách (tập 6)
- Charlotte Kate Fox trong vai Natasha Natinsky, cựu bác sĩ phẫu thuật và bạn gái cũ của Hara (tập 7)
- Naho Toda trong vai Sayuri Uchikanda, vợ của Kagenobu Uchikanda (tập 7)
- Kiyoe Koiizuka trong vai Nanaka, em họ của Uchikanda (tập 7)
- Shōzō Hayashiya trong vai Takuya Yakumo, cựu thư ký Bộ trưởng Bộ Y tế, Lao động và Phúc lợi (tập 8)
- Ayaka Imoto trong vai Haruka Kokonoe, một sinh viên vũ công ba lê (tập 9)
- Sachie Hara trong vai Hisako Kokonoe, mẹ của Haruka (tập 9)
- Kōhei Ōtomo trong vai Setsurō Kokonoe, ông nội của Haruka và cha của Hisako (tập 9)
- Kitaro trong vai Kimoto, một bác sĩ phẫu thuật chỉnh hình (tập 9)
- Hidekazu Nagae trong vai công tố viên bắt giữ Uchikanda (tập 10)
- Saki Seto trong vai công tố viên bắt giữ Hiruma (tập 10)

#### Mùa sáu
- Yusuke Itagaki trong vai Kimihiko Ōyama (tập 1, 7, 9)
- Moro Morooka trong vai Toshirō Nisshiki, CEO của Nisshiki Group (tập 2)
- Moka Kamishiraishi trong vai Yuri Nisshiki (tập 2)
- Shō Kiyohara trong vai Kenji Furusawa (tập 2)
- Reiko Kataoka trong vai Miyako Nisshiki, vợ của Toshiro (tập 2)
- Takuzō Kadono trong vai Saburō Umezawa, một chính khách (tập 3)
- Aki Nishihara trong vai Kuniko Takeda, thư ký của Umezawa và luật sư cũ của Hiruma (tập 3)
- Shinichi Hatori trong vai Khách hàng T (tập 3)
- Tooru Tamakawa trong vai Khách hàng H (tập 3)
- Mitsuko Baisho trong vai Yoshino, mẹ của Ushio (tập 4)
- Kenshi Okada trong vai Kiyoaki Yokkaichi (tập 4)
- Shima Iwashita trong vai Masae Mihara, Chủ tịch danh dự Liên đoàn Y tá Nhật Bản (tập 5)
- Kenji Anan trong vai Goro Mihara, con trai của Masae (tập 5)
- Mayuko Saigō trong vai Chiaki Mihara, cháu gái của Masae (tập 5)
- Gaku Oshida và Shieri Ohata trong vai cặp đôi nghịch ngợm (tập 5)
- Hikakin với tư cách là chính mình (tập 5)
- Yuni Akino trong vai Megumi (tập 5)
- Umino Kawamura trong vai Rika (tập 5)
- Riku Toida trong vai Shinnosuke Mihara (tập 5)
- Yūta Hiraoka trong vai Shōta Rokkakubashi, giám đốc của Hexagon Bridge và là một tỷ phú (tập 6)
- Kahomi Takarabe trong vai Mutsumi Minadzuki (tập 6)
- Eriko Kimura trong vai mẹ của Mutsumi (tập 6)
- Alan Lowe trong vai Seven Goldberg (tập 7)
- Ananda Jacobs trong vai Natalie Goldberg, vợ của Seven (tập 7)
- Marika Matsumoto trong vai Maria Nakayama (tập 8)
- Terunosuke Takezai trong vai Masayoshi Hachimura (tập 8)
- Ryudo Uzaki trong vai Yuji Kudō, một ngôi sao nhạc rock nổi tiếng (tập 9)
- Mariko Tsutsui trong vai Kyoko Kudō, vợ của Yuji (tập 9)
- Enon Kawatani trong vai Takuya Niitsu, một ca sĩ kiêm nhạc sĩ nổi tiếng (tập 9)
- Kairi Jō trong vai Kazujū Yoshiyuki, một nghệ sĩ dương cầm nhí (tập 9–10)

## Lịch sử phát sóng
Mùa đầu tiên của loạt phim Bác sĩ X ngoại khoa: Daimon Michiko được phát sóng từ ngày 18 tháng 10 đến ngày 13 tháng 12 năm 2012 vào thứ năm hàng tuần trên kênh TV Asahi. Trong suốt thời gian phát sóng, loạt phim đã đứng ở xếp hạng cao nhất so với các khung phim phát sóng cùng giờ của kênh truyền hình tư nhân.
| Mùa | Mùa | Số tập | Số tập | Phát hành gốc        | Phát hành gốc        | Phát hành gốc | Tỷ suất người xem trung bình |
| Mùa | Mùa | Số tập | Số tập | Phát hành lần đầu    | Phát hành lần cuối   | Network       | Tỷ suất người xem trung bình |
| --- | --- | ------ | ------ | -------------------- | -------------------- | ------------- | ---------------------------- |
|     | 1   | 8      | 8      | 18 tháng 10 năm 2012 | 13 tháng 12 năm 2012 | TV Asahi      | 19.1%                        |
|     | 2   | 9      | 9      | 17 tháng 10 năm 2013 | 19 tháng 12 năm 2013 | TV Asahi      | 23,0%                        |
|     | 3   | 11     | 11     | 9 tháng 10 năm 2014  | 18 tháng 12 năm 2014 | TV Asahi      | 22,9%                        |
|     | 4   | 11     | 11     | 13 tháng 10 năm 2016 | 22 tháng 12 năm 2016 | TV Asahi      | 21.5%                        |
|     | 5   | 10     | 10     | 12 tháng 10 năm 2017 | 14 tháng 12 năm 2017 | TV Asahi      | 20,3%                        |
|     | 6   | 10     | 10     | 17 tháng 10 năm 2019 | 19 tháng 12 năm 2019 | TV Asahi      | 18,52%                       |
|     | 7   | 10     | 10     | 14 tháng 10 năm 2021 | 16 tháng 12 năm 2021 | TV Asahi      | 16,5%                        |

### Mùa một
Công chiếu lần đầu vào năm 2012, mùa đầu tiên dài 8 tập và đạt tỷ suất người xem trung bình là 19,1%, trong đó tập cuối cùng của mùa dài hơn các tập còn lại 15 phút.
| TT. tổng thể | TT. trong mùa phim | Tiêu đề                                                                                | Đạo diễn      | Biên kịch        | Ngày phát hành gốc   | Người xem tại Nhật Bản (triệu) |
| ------------ | ------------------ | -------------------------------------------------------------------------------------- | ------------- | ---------------- | -------------------- | ------------------------------ |
| 1            | 1                  | "その手袋で触るな！全員、ホールドアップ！"                                             | Miho Nakazono | Naoki Tamura     | 18 tháng 10 năm 2012 | 18.6%                          |
| 2            | 2                  | "死なせません。私、失敗しないので"                                                     | Miho Nakazono | Hidetomo Matsuda | 25 tháng 10 năm 2012 | 17.6%                          |
| 3            | 3                  | "いりません。ネーミングがヘンだし、まずいので"                                         | Miho Nakazono | Naoki Tamura     | 8 tháng 11 năm 2012  | 17.4%                          |
| 4            | 4                  | "私にとって手術は、プライスレスのライフワークです"                                     | Miho Nakazono | Hidetomo Matsuda | 15 tháng 11 năm 2012 | 17.1%                          |
| 5            | 5                  | "あなたの手術、失敗したんじゃないですか?"                                              | Miho Nakazono | Hidetomo Matsuda | 22 tháng 11 năm 2012 | 17.7%                          |
| 6            | 6                  | "私は切って助ける!"                                                                    | Miho Nakazono | Naoki Tamura     | 29 tháng 11 năm 2012 | 18.6%                          |
| 7            | 7                  | "本当のことを教えてあげるのが医者の義務じゃないんですか?"                              | Miho Nakazono | Hidetomo Matsuda | 6 tháng 12 năm 2012  | 20.1%                          |
| 8            | 8                  | "手術場には、馴れ合いも、助け合いも、御意もいらない。助けなきゃいけない病人がいるだけ" | Miho Nakazono | Naoki Tamura     | 13 tháng 12 năm 2012 | 24.4%                          |

### Mùa hai
Mùa thứ hai của loạt phim dài 9 tập được phát sóng vào năm 2013, đạt tỷ suất người xem trung bình là 23,0%.
| TT. tổng thể | TT. trong mùa phim | Tiêu đề                                                                              | Đạo diễn       | Biên kịch        | Ngày phát hành gốc   | Người xem tại Nhật Bản (triệu) |
| ------------ | ------------------ | ------------------------------------------------------------------------------------ | -------------- | ---------------- | -------------------- | ------------------------------ |
| 9            | 1                  | "このまま閉じたら、三ヶ月以内に命落としますよ"                                       | Miho Nakazono  | Naoki Tamura     | 17 tháng 10 năm 2013 | 22.8%                          |
| 10           | 2                  | "私なら切れます。死なせません。絶対に失敗しないので"                                 | Miho Nakazono  | Hidetomo Matsuda | 24 tháng 10 năm 2013 | 23.1%                          |
| 11           | 3                  | "生体腎小腸交換移植, 私ならできます"                                                 | Aya Takei      | Hidetomo Matsuda | 31 tháng 10 năm 2013 | 18.4%                          |
| 12           | 4                  | "成功したら、あなたに手帖をあげる。蛭間の秘密がぎっしり詰まったあの手帖..."          | Makoto Hayashi | Naoki Tamura     | 7 tháng 11 năm 2013  | 21.3%                          |
| 13           | 5                  | "失敗しない医者なんて、いるわけない。私以外"                                         | Makoto Hayashi | Hidetomo Matsuda | 14 tháng 11 năm 2013 | 23.7%                          |
| 14           | 6                  | "いらない臓器なんてない! 体の中にいらないものなんてない!"                            | Toshio Terada  | Naoki Tamura     | 21 tháng 11 năm 2013 | 22.1%                          |
| 15           | 7                  | "選挙のために手術を利用した...患者を道具にして。手術を舐めるな!"                     | Makoto Hayashi | Hidetomo Matsuda | 28 tháng 11 năm 2013 | 23.9%                          |
| 16           | 8                  | "この世に失敗が許される医者なんていていいの?私は失敗したくないから、自分で切る"      | Toshio Terada  | Naoki Tamura     | 12 tháng 12 năm 2013 | 22.5%                          |
| 17           | 9                  | "患者さんにとって、オペは最後のチャンス。だからそれに勝ち続けること。それが私の夢。" | Toshio Terada  | Naoki Tamura     | 19 tháng 12 năm 2013 | 26.9%                          |

### Mùa ba
Mùa thứ ba của loạt phim được phát sóng vào năm 2014.
| TT. tổng thể | TT. trong mùa phim | Tiêu đề                                                                    | Đạo diễn       | Biên kịch        | Ngày phát hành gốc   | Người xem tại Nhật Bản (triệu) |
| ------------ | ------------------ | -------------------------------------------------------------------------- | -------------- | ---------------- | -------------------- | ------------------------------ |
| 18           | 1                  | "命は自分のために使えよ"                                                   | Makoto Hayashi | Naoki Tamura     | 9 tháng 10 năm 2014  | 21.3%                          |
| 19           | 2                  | "ロボットより私の手の方が、完璧で確実なので"                               | Makoto Hayashi | Hidetomo Matsuda | 16 tháng 10 năm 2014 | 20.9%                          |
| 20           | 3                  | "命を前に根回しもへったくれもない"                                         | Makoto Hayashi | Naoki Tamura     | 23 tháng 10 năm 2014 | 20.8%                          |
| 21           | 4                  | "切りましょうか, 私が。私なら完璧に治せますよ"                             | Makoto Hayashi | Hidetomo Matsuda | 30 tháng 10 năm 2014 | 23.7%                          |
| 22           | 5                  | "医者の勝ち負けなんてどうでもいいんだって。患者が勝たなきゃ意味ないじゃん" | Makoto Hayashi | Naoki Tamura     | 6 tháng 11 năm 2014  | 22.2%                          |
| 23           | 6                  | "これ以上は切れない"                                                       | Makoto Hayashi | Hayato Yamada    | 13 tháng 11 năm 2014 | 23.6%                          |
| 24           | 7                  | "私、勝負してないので"                                                     | Makoto Hayashi | Hidetomo Matsuda | 20 tháng 11 năm 2014 | 22.8%                          |
| 25           | 8                  | "...待つ"                                                                  | Toshio Terada  | Hidetomo Matsuda | 28 tháng 11 năm 2014 | 21.8%                          |
| 26           | 9                  | "患者にとって医者は一人。あんたもプロでしょ!"                              | Makoto Hayashi | Naoki Tamura     | 4 tháng 12 năm 2014  | 21.6%                          |
| 27           | 10                 | "汚い手術はしたくない"                                                     | Miho Nakazono  | Hidetomo Matsuda | 11 tháng 12 năm 2014 | 24.8%                          |
| 28           | 11                 | "私はたった一人の大好きな人のオペがしたいんだよ!"                          | Miho Nakazono  | Naoki Tamura     | 18 tháng 12 năm 2014 | 27.4%                          |

### Đặc biệt
Tập phim đặc biệt của loạt phim dài hai giờ tiếp nối phần thứ ba đã được phát sóng vào ngày 3 tháng 7 năm 2016.
| TT. tổng thể | TT. trong mùa phim | Tiêu đề | Đạo diễn      | Biên kịch    | Ngày phát hành gốc | Người xem tại Nhật Bản (triệu) |
| ------------ | ------------------ | --- | ------------- | ------------ | ------------------ | ------------------------------ |
| 29           | 1                  | "復活!!!! 失敗しないハケンの女!黒い巨塔に現れた最強の敵...!?金沢〜能登...4回転半メダリストの緊急オペ3000万!!" | Miho Nakazono | Naoki Tamura | 3 tháng 7, 2016    | 22.0%                          |

### Mùa bốn
Mùa bốn của loạt phim tiếp tục được phát sóng khung giờ 9:00 tối thứ Năm trên TV Asahi. Mùa thứ tư dài 11 tập và được phát sóng vào cuối năm 2016. Tỷ suất người xem trung bình của mùa đạt 21,5%.
Việc phát sóng tập thứ ba của mùa đã bị trì hoãn một lúc do một chương trình trực tiếp về vụ ném bom ở Hiroshima.
| TT. tổng thể | TT. trong mùa phim | Tiêu đề | Đạo diễn        | Biên kịch        | Ngày phát hành gốc   | Người xem tại Nhật Bản (triệu) |
| ------------ | ------------------ | --- | --------------- | ---------------- | -------------------- | ------------------------------ |
| 30           | 1                  | "孤高のハケンの女医・大門未知子がついに帰ってきた!X史上最も危険な敵が君臨する白い巨塔に鋭いメスを入れる!!" | Miho Nakazono   | Naoki Tamura     | 13 tháng 10 năm 2016 | 20.4%                          |
| 31           | 2                  | "貧乏村長vsセコい国会議員オペ...Wで失敗しないので"                                                         | Makoto Hayashi  | Naoki Tamura     | 20 tháng 10 năm 2016 | 19.7%                          |
| 32           | 3                  | "20年前の医療ミス!?不倫相手のお腹の秘密"                                                                   | Toshio Terada   | Hidetomo Matsuda | 27 tháng 10 năm 2016 | 24.3%                          |
| 33           | 4                  | "美人姉妹同時刻オペ!!太る病気の秘密!?"                                                                     | Takafumi Kosaka | Hidetomo Matsuda | 3 tháng 11 năm 2016  | 21.3%                          |
| 34           | 5                  | "派閥争い パワハラ手術も失敗しないので!!"                                                                  | Makoto Hayashi  | Naoki Tamura     | 10 tháng 11 năm 2016 | 20.4%                          |
| 35           | 6                  | "御意男のクーデター!!メスなき心臓手術!?"                                                                   | Makoto Hayashi  | Hidetomo Matsuda | 17 tháng 11 năm 2016 | 21.5%                          |
| 36           | 7                  | "音をなくしたピアニストの命とプライド"                                                                     | Toshio Terada   | Naoki Tamura     | 24 tháng 11 năm 2016 | 22.8%                          |
| 37           | 8                  | "ウイルス感染...! 手術不可能な密室!?"                                                                      | Manabu Uda      | Hidetomo Matsuda | 1 tháng 12 năm 2016  | 20.7%                          |
| 38           | 9                  | "教授婦人会のドンが送り込んだ患者の罠!?"                                                                   | Takafumi Kosaka | Naoki Tamura     | 8 tháng 12 năm 2016  | 22.6%                          |
| 39           | 10                 | "母子同時オペ!? わずか25センチの命"                                                                        | Miho Nakazono   | Hidetomo Matsuda | 15 tháng 12 năm 2016 | 20.5%                          |
| 40           | 11                 | "さらば大門未知子!! さらば友よ...聖夜のオペも失敗しないので"                                               | Miho Nakazono   | Naoki Tamura     | 22 tháng 12 năm 2016 | 22.8%                          |

### Mùa năm
Mùa thứ năm đã phát sóng tại Nhật Bản vào cuối năm 2017.
| TT. tổng thể | TT. trong mùa phim | Tiêu đề                                                               | Đạo diễn        | Biên kịch        | Ngày phát hành gốc   | Người xem tại Nhật Bản (triệu) |
| ------------ | ------------------ | --------------------------------------------------------------------- | --------------- | ---------------- | -------------------- | ------------------------------ |
| 41           | 1                  | "復活!!!! 失敗しないハケンの女 世界横断オペ2000万"                    | Makoto Hayashi  | Naoki Tamura     | 12 tháng 10 năm 2017 | 20.9%                          |
| 42           | 2                  | "VSゆとり院内盗撮!? 過保護な患者の秘密"                               | Toshio Terada   | Hidetomo Matsuda | 19 tháng 10 năm 2017 | 19.6%                          |
| 43           | 3                  | "VSキレる教授!? セカンドオピニオン失敗しないので"                     | Makoto Hayashi  | Naoki Tamura     | 26 tháng 10 năm 2017 | 19.0%                          |
| 44           | 4                  | "外科医を育てる超VIP患者の秘密!?"                                     | Takafumi Kosaka | Hidetomo Matsuda | 2 tháng 11 năm 2017  | 19.1%                          |
| 45           | 5                  | "診断1秒人工知能VS失敗しない野生の勘!?"                               | Makoto Hayashi  | Naoki Tamura     | 9 tháng 11 năm 2017  | 20.8%                          |
| 46           | 6                  | "おしどり夫婦の緊急Wオペ!? 私麻酔もできるので"                        | Takafumi Kosaka | Hidetomo Matsuda | 16 tháng 11 năm 2017 | 20.7%                          |
| 47           | 7                  | "日米女医対決!! オペ室の中心で愛を叫ぶ"                               | Takafumi Kosaka | Hayato Yamada    | 23 tháng 11 năm 2017 | 20.1%                          |
| 48           | 8                  | "命懸けの内部告発!? 最強黒幕の秘密..."                                | Makoto Hayashi  | Naoki Tamura     | 30 tháng 11 năm 2017 | 20.6%                          |
| 49           | 9                  | "最終章〜失敗しないハケンの女倒れる...!?"                             | Toshio Terada   | Hidetomo Matsuda | 7 tháng 12 năm 2017  | 21.2%                          |
| 50           | 10                 | "さらば大門未知子!!!! 衝撃のラストオペは...35億!? 絶対失敗しないので" | Makoto Hayashi  | Naoki Tamura     | 14 tháng 12 năm 2017 | 25.3%                          |

### Mùa sáu
Mùa sáu được phát sóng vào năm 2019.
| TT. tổng thể | TT. trong mùa phim | Tiêu đề                                                              | Đạo diễn         | Biên kịch       | Ngày phát hành gốc   | Người xem tại Nhật Bản (triệu) |
| ------------ | ------------------ | -------------------------------------------------------------------- | ---------------- | --------------- | -------------------- | ------------------------------ |
| 51           | 1                  | "復活!!!! 失敗しないハケンの女 vs300億のAIオペ"                      | Naoki Tamura     | Miho Nakazono   | 17 tháng 10 năm 2019 | 20.3%                          |
| 52           | 2                  | "貧乏患者vs5000億の命!? ドミノも失敗しないので"                      | Hidetomo Matsuda | Miho Nakazono   | 24 tháng 10 năm 2019 | 19.0%                          |
| 53           | 3                  | "失言大臣の舌を切る!? 私失敗も失言もしないので!!"                    | Naoki Tamura     | Makoto Hayashi  | 31 tháng 10 năm 2019 | 18.1%                          |
| 54           | 4                  | "85%認知症の緊急オペ!? AIより失敗しない診断!"                        | Hidetomo Matsuda | Makoto Hayashi  | 7 tháng 11 năm 2019  | 19.1%                          |
| 55           | 5                  | "看護師のドン!!深夜密室のオペ 女の秘密は守るので"                    | Naoki Tamura     | Miho Nakazono   | 14 tháng 11 năm 2019 | 15.9%                          |
| 56           | 6                  | "1000億の売名オペ!? 輸血不足でも失敗しないので!!"                    | Hayato Yamada    | Takafumi Kosaka | 21 tháng 11 năm 2019 | 19.3%                          |
| 57           | 7                  | "植毛患者アレルギーの秘密‥‥!? 禁断のオペ5億ドル"                     | Hidetomo Matsuda | Miho Nakazono   | 28 tháng 11 năm 2019 | 18.6%                          |
| 58           | 8                  | "修羅場のオペ室‥‥!? 失敗しない呪文のトリック"                        | Naoki Tamura     | Makoto Hayashi  | 5 tháng 12 năm 2019  | 17.4%                          |
| 59           | 9                  | "死ぬのは誰でも怖い‥‥ だからこそ私失敗しないので"                    | Hayato Yamada    | Miho Nakazono   | 12 tháng 12 năm 2019 | 18.2%                          |
| 60           | 10                 | "さらば大門未知子!! さらば東帝大‥‥ ラストオペも絶対失敗しないので!!" | Naoki Tamura     | Makoto Hayashi  | 19 tháng 12 năm 2019 | 19.3%                          |

### Mùa bảy
Mùa bảy được phát sóng vào năm 2021.
| TT. tổng thể | TT. trong mùa phim | Tiêu đề                                                                      | Đạo diễn          | Biên kịch       | Ngày phát hành gốc   | Người xem tại Nhật Bản (triệu) |
| ------------ | ------------------ | ---------------------------------------------------------------------------- | ----------------- | --------------- | -------------------- | ------------------------------ |
| 61           | 1                  | "復活!!!! 100年に1度のパンデミック!? 激変する大学病院で待ち受ける新たな戦い" | Naoki Tamura      | Miho Nakazono   | 14 tháng 10 năm 2021 | 19.0%                          |
| 62           | 2                  | "100%の刺客の秘密? 私逃げも失敗もしないので!!"                               | Naoki Tamura      | Miho Nakazono   | 21 tháng 10 năm 2021 | 15.9%                          |
| 63           | 3                  | "たこつぼ心筋症...スキャンダル隠蔽オペ1000万!!"                              | Osamu Katayama    | Makoto Hayashi  | 28 tháng 10 năm 2021 | 16.6%                          |
| 64           | 4                  | "手術拒否の歌姫...クビを賭けた大逆転オペ2000万!"                             | Hayato Yamada     | Takafumi Kosaka | 4 tháng 11 năm 2021  | 15.2%                          |
| 65           | 5                  | "謎の看護師ナースX!? ハケンでも失敗しないので"                               | Naoki Tamura      | Miho Nakazono   | 11 tháng 11 năm 2021 | 16.7%                          |
| 66           | 6                  | "大富豪の命の値段!? 師匠との大喧嘩...秘密の理由"                             | Osamu Katayama    | Takafumi Kosaka | 18 tháng 11 năm 2021 | 15.7%                          |
| 67           | 7                  | "帰ってきた新米! 患者替え玉オペ配信!?"                                       | Takashi Takahashi | Hiroyuki Komine | 25 tháng 11 năm 2021 | 14.9%                          |
| 68           | 8                  | "さよなら友よ〜外科医の宿命"                                                 | Naoki Tamura      | Makoto Hayashi  | 2 tháng 12 năm 2021  | 15.5%                          |
| 69           | 9                  | "バベルの塔! 野望か命か...!? 大門未知子、最後の患者"                         | Hayato Yamada     | Miho Nakazono   | 9 tháng 12 năm 2021  | 16.8%                          |
| 70           | 10                 | "さらば大門未知子! 生と死の緊急事態でも失敗しないので!!"                     | Naoki Tamura      | Miho Nakazono   | 16 tháng 12 năm 2021 | 17.7%                          |

### Phim điện ảnh:Gekijoban Doctor - X
Dự kiến ngày ra mắt ngày 6 tháng 12 năm 2024: Trong bộ phim lần này, câu chuyện về quá khứ bí ẩn và cô đơn của cô sớm được tiết lộ và cô cũng phải đối mặt với những cuộc khủng hoảng tồi tệ nhất từ trước đến nay. Michiko sẽ phản ứng như thế nào?

## Giải thưởng
Trong thời gian loạt phim phát sóng, Yonekura Ryoko đã được trao giải "Nữ diễn viên chính xuất sắc nhất" tại Lễ trao giải Hashida lần thứ 21 cho vai diễn "Doctor-X". Đây là lần thứ hai cô giành được giải thưởng khi trước đó cô đã giành được giải thưởng này vì diễn xuất của cô trong mùa thứ hai. Ngoài ra cô còn được công nhận với giải thưởng Kuniko Mukda vào năm 2013.
Hai biên kịch của phim, Miho Nakazomo và Kobayashi Nenjyutsu cũng đồng nhận giải "Biên kịch xuất sắc nhất" tại Lễ trao giải Hashida lần thứ 21.

## Spin-off
Trước thời điểm mùa bốn phát hành, loạt phim đã được tách ra thành một phần phim riêng Bác sĩ Y ngoại khoa: Hideki Kaji, trong đó Masanobu Katsumura đóng vai Hideki Kaji.